# دنی نلیسن
دنی نلیسن (هلندی: Danny Nelissen؛ زادهٔ ۱۰ نوامبر ۱۹۷۰) دوچرخه‌سوار، و روزنامه‌نگار اهل هلند است.